# 莉莉·譚皮
莉莉·譚皮（1970年5月19日—），印尼前女子羽球運動員，專攻雙打比賽。
莉莉在1996年亞洲錦標賽中與特里·庫沙揚托一起贏得混合雙打冠軍，但是她的大部分冠軍都是來自女子雙打項目，與她的常規搭檔菲娜爾希一起獲得。其中包括荷蘭羽球公開賽（1993年）、世界羽毛球大獎賽總決賽（1993年）、印尼羽球公開賽（1993年、1994年）、中華台北羽球公開賽（1994年）和羽球世界盃（1994年）。莉莉和菲娜爾希是1995年瑞士洛桑IBF世界錦標賽銀牌得主。她們在1992年巴塞隆納奧運會四分之一決賽中以及在1996年亞特蘭大奧運會十六強比賽中被淘汰出局。
然而，莉莉最重要的羽球成就來自優霸盃（國際女子團體賽）。在1994年和1996年的兩年一度的賽事中，她和菲娜爾希贏得了他們的關鍵性最後一輪比賽，幫助印尼意外擊敗長期主導女子羽壇的中國隊。

## 外部連結
- 莉莉·譚皮在世界羽球聯盟的登錄資料